# James Woodget
James Henry Woodget (* 28. September 1874 in Burnham Market; † 3. Oktober 1960 in Fakenham) war ein britischer Tauzieher.

## Erfolge
James Woodget war Polizist bei der Metropolitan Police und nahm an den Olympischen Spielen 1908 in London teil. Bei diesen trat er gemeinsam mit Joseph Dowler, Walter Chaffe, Ernest Ebbage, Alexander Munro, Thomas Homewood, William Slade und Walter Tammas für die Metropolitan Police an. Die Mannschaft erreichte dank eines Freiloses das Halbfinale, in dem sie der City of London Police mit 0:2 unterlag. Da die schwedische Mannschaft nicht zum Duell um den dritten Platz antrat, sicherte sich die Metropolitan Police kampflos den Gewinn der Bronzemedaille. 1921 beendete er seine Polizeilaufbahn.